# Club Silvio Pettirossi
Club Silvio Pettirossi is een Paraguayaanse voetbalclub uit Asunción. De club werd opgericht op 11 maart 1926. De thuiswedstrijden worden in het Estadio Benadet Pedrozo gespeeld, dat plaats biedt aan 4.200 toeschouwers. De clubkleuren zijn groen-wit.

## Erelijst
Nationaal
- Tweede Divisie

Winnaar: (2) 1969, 2007
- Derde Divisie

Winnaar: (7) 1952, 1957, 1973, 1974, 1984, 1995, 2004